# أول ما يخطر بالبال
أول ما يخطر بالبال (بالإنجليزية: Top-of-mind awareness)‏ وتعرف اختصار (TOMA) هي مكانة تصل إليها علامة تجارية أو منتوج عندما يكون أول ما يقكر فيه الزبون عند ذكر صناعة معينة. 
تحاول الشركات إنشاء دراية بالعلامة التجارية من خلال وسائل الإعلام مثل الراديو، والإنترنت والصحف والتلفزيون، والمجلات، وشبكات التواصل الاجتماعي. 
في استطلاع للرأي ل 200 مدير تسويق، 50% أعربوا أن مقياس «أول ما يخطر بالبال» مفيد للغاية.

## الغاية
أول ما يخطر بالبال هي طريقة لحساب ما إن كانت للعلامة التجارية مكان في أذهان المحترفين.

## التعريف
يعرف «أول ما يخطر بالبال» كالآتي: أول علامة تجارية تخطر في بال الحريف عندما يسأل بشكل تلقائي حول طراز أو منتوج معين. 
يمكن حساب نسبة الحرفاء الذين يصرحون أن العلامة التجارية المحددة هي أول ما يخطر ببالهم. 
يمكن تعريف أول ما يخطر بالبال أيضا كالآتي: هي نسبة الإجابة التلقائية حول اسم منتوج أو ماركة عند طلب قائمة الإعلانات التي يتذكرها الحريف في فئة منتوج معينة وخلال ال30 يوم التي مضت.

## روابط خارجية
- كيف تسوّق لمن لا يدري؟.. وكيف تبيع لمن لا يحتاج؟